# Dario Hübner
Dario Hübner (Muggia, 1967. április 28. –) német-osztrák származású olasz labdarúgócsatár.

## Pályafutása
1987–88-ban a Pievigina, 1988–89-ben a Pergocrema, 1989–1992 között a Fano Calcio, 1992–1997 között a Cesena, 1997–2001 között a Brescia labdarúgója volt. 2001–2003 között a Piacenza csapatában szerepelt és a 2001–02-es idényben 24 góllal, David Trezeguet-vel holtversenyben bajnoki gólkirály lett. 2003-ban az Ancona, 2003–04-ben a Perugia játékosa volt. 2004–05-ben a Mantova csapatában fejezte be az aktív játékot.

## Sikerei, díjai
AC Cesena
- Olasz bajnokság (Serie B)
  - gólkirály: 1995–96 (22 gól)

 Piacenza Calcio
- Olasz bajnokság (Serie A)
  - gólkirály: 2001–02 (24 gól, David Trezeguet-vel holtversenyben)